# Система трансцендентального идеализма
Система трансцендентального идеализма (нем. System des transzendentalen Idealismus) — философский трактат Шеллинга, опубликованный в апреле 1800 года в Тюбингене на основе прочитанных с 1798 года курсов лекций в Йенском университете. Трактат относится к раннему периоду творчества Шеллинга и в нём заметны влияния его предшественников, в том числе философии Фихте. На русский язык трактат был переведен дважды в 1936 и 1987 году.
В трактате развиваются пантеистические воззрения, основанные на параллелизме природы и интеллигенции (духовного начала). Человек признается венцом динамически развивающейся природы. Идеализм исходит из первичности «Я» (явленного в акте самосознания), тогда как догматизм исходит из реальности природы. Последовательный догматизм не противоречит идеализму и выражается в естествознании.